# Грот Юрій Іванович
Грот Юрій Іванович (нар. 9 лютого 1932, Харків, УРСР — пом. 27 грудня 2011, Харків, Україна) — радянський і український спортивний діяч, журналіст. Майстер спорту СРСР з лижного спорту (1962). Суддя всесоюзної категорії з лижного спорту (1969). Член Спілки спортивних журналістів України (1963). Автор багатьох статей в ЕСУ та розділів у «Енциклопедії олімпійського спорту України» (2005). Досліджував історію розвитку спорту в Україні, зокрема на Харківщині.

## Життєпис
Юрій народився 9 лютого 1932 року у Харкові. У 1955 закінчив механіко-металургічний факультет Харківського політехнічного інституту. Невдовзі, у 1957 році був обраний членом президії міського комітету фізичної культури. У 1960-х роках працював майстром, інженером та старшим інженером відділу фізики плазми у Харківському фізико-технічному інституті. У 1970-х роках працював викладачем Харківського машинобудівного технікуму. З 1992-1996 — співробітник Харківського вищого училища фізичної культури № 1. А вже з 1996 року став співробітником Харківської академії фізичної культури і спорту.

## Нагороди
Був нагороджений орденом За мужність III ступеня за те, що під час Німецько-радянської війни переховував свого товариша — єврея.

### Робота журналістом
Працював кореспондентом:
- «Спортивної газети» (1959-76,1988-92);
- «Советского спорта» (1976-88);
- ТАРС-РАТАУ (1988-92);
- «Вечернего Харькова» (1990-92).

## Праці
- История физической культуры и спорта на Харьковщине (люди, годы, факты) / Н. А. Олейник, Ю. И. Грот. — Х. : ХДАФК, 2002. Т. 1 : 1874—1950. — Х. : [б.и.], 2002. — 376 с.: ил. — Библиогр.: с. 374(рос.)
- История физической культуры и спорта на Харьковщине (люди, годы, факты) / Н. А. Олейник, Ю. И. Грот. — Х. : ХДАФК, 2002 . Т. 2 : 1951—1974. — Х. : Прапор, 2005. — 447 с.: фотоил. — ISBN 966-8690-11-7(рос.)
- «Динамо»: годы побед и свершений: 1924—2004 / Ю. И. Грот, Ю. В. Александров. — Х. : Прапор, 2004. — 366 с.: фотоіл. — ISBN 966-8690-02-8(рос.)
- 100 лет харьковскому футболу / Ю. И. Грот ; под общ. ред. В. Н. Бабаева ; Харьк. обл. федерация футбола. — Х. : Золотые страницы, 2008. — 432 с. : фото. — ISBN 978-966-400-085-4(рос.)
- Спортивная доблесть предместья / Ю. Грот, О. Жикол, Н. Приз. — Х. : Золотые страницы, 2011. — 511 с. : фот. — Бібліогр.: — ISBN 978-966-400-203-2(рос.)